# Oecobius doryphorus
Espèce
Oecobius doryphorus est une espèce d'araignées aranéomorphes de la famille des Oecobiidae.

## Distribution
Cette espèce est endémique d'El Hierro aux îles Canaries en Espagne,.

## Publication originale
- Schmidt, 1977 : Zur Spinnenfauna von Hierro. Zoologische Beiträge, (N.F.), vol. 23, no 1, p. 51-71.